# やじ
やじ（ヤジ、野次、弥次、英語: jeering ; heckling）は、主に他人の発言の合間に、非難や冷やかしの言葉を浴びせかける行為、およびその発言である。動詞化させて「やじる」という言い回しも用いられる。
議会、スポーツ試合、劇場公演など様々な場で発言の合間を縫うように瞬間的に発せられるが、内容や場の礼儀によってしばしば批判され問題とされる。集団で行うシュプレヒコール（コール）のケースだけでなく、行為者が一人であっても大声または継続的に声を出すことで、聴衆が聞き取ることを不可能または困難にし、周囲の視聴を阻害するような場合は「やじ」とは言わずに罵声と呼ばれ、悪意のある妨害行為だとして強く非難される。相手への威嚇表現を伴うものを罵声、それ以外をやじだとする分類もある。「デブ」「馬鹿」「ちび」など暴言、誹謗中傷は禁じ手である。

## 議会での議員によるやじ

### 機知のある「議会の華」の例
言論を生業とする政治家ならではの絶妙なやじに対する表現として、「議会の華」「議場の華」というような言葉がある。1920年（大正9年）の第43回帝国議会で、原敬内閣の大蔵大臣高橋是清が海軍予算を説明中、「陸海軍共に難きを忍んで長期の計画と致し、陸軍は十年、海軍は八年の…」と言いかけるや、三木武吉が「だるまは九年!」とやじを飛ばした。これは、高橋是清のあだ名である「だるま」に、「達磨大師（だるまたいし）が、中国の少林寺で壁に向かって九年間座禅し、悟りを開いた」という面壁九年の故事をかけた、機知に富んだものだった。本会議の議場は爆笑に包まれ、高橋も演説を中断して、ひな壇にいた原敬を振り返り、苦笑いした。普段から謹厳なことで知られる加藤高明や濱口雄幸までが、議席で笑い声をあげたという。丹羽文生拓殖大学海外事情研究所助教は程度の低い｢雑音｣｢騒音｣「怒声」「罵声」のような下品な野次ではなく、議場を一瞬でピリッとさせる「寸鉄人を刺すようなセンスのいい野次」の例としてあげた上記の三木のようなのを期待していると述べている。彼は、新人のころから弁舌が上手く、「ヤジ将軍」「弥次（ヤジ）の神」などの異名を取っていた。
1978年（昭和53年）2月6日開催の衆議院予算委員会において　山形県日本労働組合総評議会議長から政界進出していた日本社会党の安宅常彦議員が、自由民主党の浜田幸一衆議院議員から「強姦野郎!」と野次られた。社会党は当初、浜田を懲罰委員会にかけると息巻いていたが、当の安宅が取り下げを頼んできた。社会党が安宅に事情を問うと、実際に女性問題があり、内閣官房長官田中六助（自民党）に女性との示談金の工面を要望していて、もみ消しそうとしていた。浜田の野次による告発がきっかけで、安宅は1979年の衆議院総選挙で日本社会党から公認を受けることが出来ず引退に追い込まれている。
2009年9月9日、共和党議員ジョー・ウィルソンは、アメリカ合衆国議会上下両院合同会議で医療保険改革について演説中のアメリカ合衆国大統領バラク・オバマ（en:Barack Obama speech to joint session of Congress, September 2009）に「嘘つき！」（英語: "You lie!"）とやじを飛ばした。同国下院は9月15日、ウィルソンに対する譴責決議を賛成240、反対179の賛成多数で採択した。
2014年（平成26年）6月18日、東京都議会本会議において、東京都議会議員塩村文夏の議会演説中に「自分が早く結婚したらいいじゃないか」「産めないのか」とセクシャルハラスメントを容認するやじが発せられ、欧米メディアが取り上げるまでの大きな問題となった。発言者のうち一人が特定され謝罪した。
2018年1月25日、日本共産党中央委員会幹部会委員長志位和夫が衆議院本会議の代表質問に立ち沖縄県で相次ぐ米軍機事故に言及した際、内閣府副大臣で元沖縄・北方担当副大臣の自由民主党松本文明が「それで何人死んだんだ」というやじを飛ばし、翌1月26日副大臣の辞表を提出した。

### 訂正例
2015年（平成27年）2月19日の衆議院予算委員会において、民主党の玉木雄一郎議員が予算質問の最中、内閣総理大臣・安倍晋三が唐突に「日教組！」などとやじを飛ばし、大島理森予算委員長からたしなめられた。「安倍首相：日教組はどうするんだよと呼ぶ」と衆議院の議事録に残される椿事となり、2月23日に内閣総理大臣安倍晋三は「正確性を欠くもので、遺憾だ」と述べ、答弁内容を訂正することとなった。

## 選挙演説でのやじ
選挙演説において、聴衆から一瞬の冷やかしの言葉である「やじ」が飛ぶことがある。ただし、「やじ」と主張していても継続して大声で声を出し続けるコール行為とみなされた場合は、演説妨害として公職選挙法違反（選挙の自由妨害罪）が適応され、訴追されると4年以下の懲役もしくは禁錮または100万円以下の罰金の刑事罰になる可能性がある。
最高裁判所における過去の判例では「演説自体が継続せられたとしても、挙示の証拠によってて明らかなように、聴衆がこれを聴き取ることを不可能又は困難ならしめるような所為があつた場合」（最判昭和23年12月24日）は公職選挙法違反が適用される。集団で声出しするシュプレヒコール（コール）のケースだけでなく、一人でも大声または継続的に声出しで、演説を聞きに来たその他の聴衆の視聴行為を妨害した際には選挙妨害行為となる。逆に、応援の大声であったとしても、継続して声を出されたことで演説が中止されたことがあるため、選挙演説を視聴する際はマナーとして傾聴することが勧められている。岩井奉信は安倍首相演説への妨害活動が相次ぐ中、「猛烈なやじや組織的なやじは選挙活動の自由を犯す範疇になる」と指摘している。
バラク・オバマ米大統領は在任中の2016年11月に、同じ民主党のアメリカ大統領選挙候補ヒラリー・クリントンの集会で、共和党支持者が演説をコール・ブーイングなどで邪魔して場内が騒然とした際、「みんな静かに。私は真剣だ」「ブーイングをやめよう、投票しよう」と注意している。

### 安倍首相の選挙演説へのやじ
『朝日新聞』は2017年7月の東京・秋葉原で東京都議選での自民党候補への安倍首相が応援演説中に「帰れ」「やめろ」との集団コールを受けた騒動を受けて、街頭演説におけるやじの作法に関する記事を作成している。同年10月に『朝日新聞』は「数多くの選挙に立候補し、街頭で多くのヤジを浴びてきた」人物として、マック赤坂を取材し、「秋葉原のようなコールは絶対にダメだ。民主主義の否定になる」「私は相手が話している最中は絶対に声は上げない」「民主主義は言論で成り立つ。演説を集団で邪魔するのは相手がマックだろうが、首相だろうが控えるべきだ」とし、やじとは司会者が演説者にマイクを渡す合間など登壇者が無言の隙間を狙って声を出すものと述べている。岩渕美克は「聴衆が演説内容を聞くことができなければ、選挙妨害に該当する可能性が高い」と指摘している。逢坂巌駒沢大准教授（政治コミュニケーション論）は、登壇者の話が聞き取れなくなるほどの集団的やじまたはコールについて、「演説を静穏に聞く権利をふみにじる」「演説を聞きたい人の権利はどうなるのか」と批判している。秋葉原で行われた東京都議選に対する安倍首相の応援演説への集団コール事件で選挙妨害と批判されたＣ.Ｒ.Ａ.C.（対レイシスト行動集団）の野間易通は『朝日新聞』の取材に「そもそも街頭は異論が混じり合う場所。どう対応するかも含めて政治であり、政治家を判断する材料になるはずだ」と主張している。
2019年参院選では、札幌市内で演説中の安倍首相に「安倍辞めろ」とそれぞれ別個にやじを行った男女2人を北海道警察官が即座に制止、肩や腕などをつかんで移動させた。女性はその後、警官に約1時間にわたってつきまとわれるなどした。その後に2人は「憲法が保障する表現の自由を侵害された」として、北海道に慰謝料など計660万円の損害賠償を求める裁判を起こした。一審の判決では、警察官らの2人への対処行為は「違法」として、北海道は計88万円の支払いが命じられた。2023年6月22日、札幌高等裁判所は控訴審判決で男性に対する道警の排除行為については、男性が聴衆から暴行を受けたり、首相に危害を加えたりする具体的な危険性があったとし、警察官の行為には合理性があるとして適法だったと判断、男性の賠償請求を棄却した。女性については1審判決と同様、表現の自由などの侵害を認め、道に55万円の賠償を命じた。2024年8月、最高裁第1小法廷は、女性の事件については道側の上告を受理しない決定をした。男性の事件については男性側の上告を退ける決定をし、これは裁判官5人全員一致の結論であったが、詳しい決定理由は示されなかった。

## スポーツにおけるやじ
2013年1月3日、イタリア北部で行われたサッカー親善試合で、黒人選手ケヴィン＝プリンス・ボアテングに対し相手チーム側スタンドの若者グループが人種差別的なやじを飛ばした。ボアテングはこれに腹を立て試合を途中放棄、チームメートも同調して退場した。検察当局は、人種的憎悪を扇動した容疑で若者グループの刑事訴追手続きを進めることとした。イタリア・サッカー連盟は、独自調査を実施すると発表した。
日本では、コロナ禍明けで野球試合観戦でも声出し解禁された。阪神タイガースの試合では誹謗中傷やじや侮辱的替え歌が問題になっている。落合博満は、昔はユーモアあるやじが結構あったこと、昔も一般人によるやじはきつい内容だったこと、観戦客同士が警察沙汰なっていたことなどを振りかえっている。

## 舞台芸術におけるやじ
オペラでは、アリアの後に拍手や歓呼を受ける場合があるものの、演奏や演技の進行中に観客が声や音を発することは基本的に許されない。
2006年12月10日、ミラノ・スカラ座でジュゼッペ・ヴェルディ作『アイーダ』の公演中、主演テノール歌手ロベルト・アラーニャが最初のアリアを終えると、天井桟敷席から「恥を知れ」といったやじが飛び始めた。アラーニャはこれに憤り、本番中にもかかわらず、こぶしを振り上げ舞台袖に姿を消してしまった。すぐにジーンズ姿の代役が登場し歌い始めたが、スカラ座で歌手が公演を途中で放棄した初めてのできごととなった。
歌舞伎の上演中の掛け声「大向う」は、日本伝統芸能独特の風習であるが、練達が求められ、他の観客にやじや雑音と思われるようなものは歓迎されない。